# Veslařský trenažer
Veslařský trenažer (anglicky: indoor rower) je sportovní trenažer.
Charakter pohybu při veslařském tempu a jeho vlastnosti zahrnují bezpečný a šetrný pohyb bez nárazů, při kterém spočívá hmotnost cvičícího na sedátku. To má velký význam při využití nejen pro cvičení lidí s nadváhou či rehabilitaci, ale i pro ostatní, kteří nechtějí při kondičním cvičení klást nadměrné nároky na své klouby a celý pohybový aparát. Dalším faktorem, díky kterému mohou veslařský trenažér efektivně využívat lidé s nejrůznějšími cíli i různou kondicí, je intenzita cvičení volitelná v širokém rozsahu. Volnější, čistě aerobní cvičení zvolí především lidé, jejichž cílem je spalování kalorií či lehké cvičení pro zdraví. Ten, kdo chce zvyšovat svoji kardiorespirační výkonnost, musí pracovat na vyšší intenzitě a krátké intervaly submaximální intenzitou využijí ti, kterým jde o zlepšení výbušnosti a zároveň síly.

## Technika veslování na trenažéru
Veslování na trenažéru je komplexní pohyb, který zapojuje až 86 procent svalstva. Při záběru jsou dominantní svaly nohou, především přední strany stehen. Tyto svaly jsou nejsilnější a odvádějí proto při veslování nejvíce práce a jsou motorem tempa. Trup je během záběru zpevněný a aktivně se zapojuje až v jeho poslední třetině - překlápěním z malého předklonu do malého záklonu. Tak je během každého tempa posilován svalový korzet - hluboké svalstvo břicha a zad - jehož ochabnutí může být příčinou špatného držení těla či způsobovat bolesti zad. Na konci záběru, při dotažení madla trenažéru k tělu, pak pracují i paže. Návratová fáze každého tempa je „odpočinková“ a zároveň přípravou na další záběr. Pro veslování je typické rovnoměrné zapojení celého pohybového aparátu a díky velkému množství pracujících svalů také vysoký energetický výdej. Jen je třeba dát pozor, aby se tato komplexnost nestala příčinou některých technických chyb u začátečníků, které by je od veslování mohly zbytečně odradit. Zejména při seznamování s tímto cvičením je důležité informovat se o správné technice a věnovat jí maximální pozornost. Ještě lepší je, pokud začátečníka do veslování někdo zasvětí – zkušenější známý, osobní trenér či instruktor na skupinových lekcích.

## Skupinové lekce
Skupinové cvičení na veslařských trenažérech (Indoor Rowing, Team Rowing, Crew Class..) vede instruktor, který má na starosti její přípravu, motivuje účastníky a dohlíží na správnou techniku. Rytmus a intenzita cvičení se mění podle pokynů instruktora, případně podle hudby. Skupinový charakter zvyšuje motivaci a pro mnoho lidí je zábavnější než individuální forma. Intenzitu svého cvičení si řídí každý sám a jedna lekce tak může splnit cíle lidí s odlišnou kondicí. Zároveň nemusí mít nikdo strach, že by nestačil ostatním – cílem není na lekcích porovnávat výsledky jednotlivých účastníků a nebylo by to ani smysluplné, protože každý má jiné předpoklady, jinou kondici, jiné cíle.

## Individuální cvičení
Individuální forma cvičení může lépe vyhovovat těm, kteří nemají problém se ke cvičení motivovat, či těm, kteří sledují vlastní tréninkový program. Jednodušší je i hledání místa, kde si zacvičit – dostatkem trenažérů pro skupinové lekce disponuje zatím jen málo fitcenter, ale téměř každé má ve své aerobní zóně aspoň jeden. Veslařský trenažér je vhodný i pro domácí využití a cvičit pak lze kdykoliv dle časových možností.

## Závody
Z veslování na trenažéru se postupem času vyvinul dokonce i samostatný sport, ve kterém se pořádají závody na všech úrovních – od malého poměřování sil ve fitcentru či online závodů na internetu pro veřejnost, přes Český pohár a národní šampionáty pro registrované veslaře až po otevřené mistrovství světa konané každoročně v únoru v Bostonu. Britského šampionátu se v roce 2010 v Birminghamu zúčastnilo více než 2.200 startujících, čímž se stal absolutně největší halovou sportovní akcí ve Velké Británii. Při všech uvedených příležitostech se používají trenažéry Concept2, které přesně měří odvedenou práci a je tak zaručeno, že dosažené výsledky lze mezi sebou porovnávat.

## Trénink sportovců
Veslování na trenažéru samozřejmě často využívají k tréninku veslaři – v době, kdy nemohou na vodu. Jeho přínosy ale využívají při svém tréninku i další sportovci. Veslařský trenažér jim umožňuje cvičit v širokém rozsahu intenzit – od tréninku aerobního základu na relativně nízké intenzitě, až po krátké intervaly submaximální intenzitou – aniž by svůj pohybová aparát vystavovali vysokým nárokům vlivem opakovaných dopadů jako například u běhu. Svoji sportovní přípravu si tak mohou zpestřit a doplnit o šetrné, ale zároveň efektivní a komplexní cvičení.